# ×Elyleymus hirtiflorus
XElyleymus hirtiflorus là một loài thực vật có hoa trong họ Hòa thảo. Loài này được (Hitchc.) Barkworth miêu tả khoa học đầu tiên năm 1984.